# Джерело мінеральної води на території парку
Джерело́ мінера́льної води́ на терито́рії па́рку — гідрологічна пам'ятка природи місцевого значення в Україні. Розташована в межах міста Миргород Полтавської області, на території курортного парку.
Площа 2 га. Статус присвоєно згідно з рішенням облвиконкому № 135 від 18.04.1964 року № 135. Перебуває у віданні: Миргородське відділення ПрАТ «Укрпрофоздоровниця».
Статус присвоєно для збереження джерела мінеральної води, яка має лікувальні властивості, а також прилеглої території парку.

## Галерея

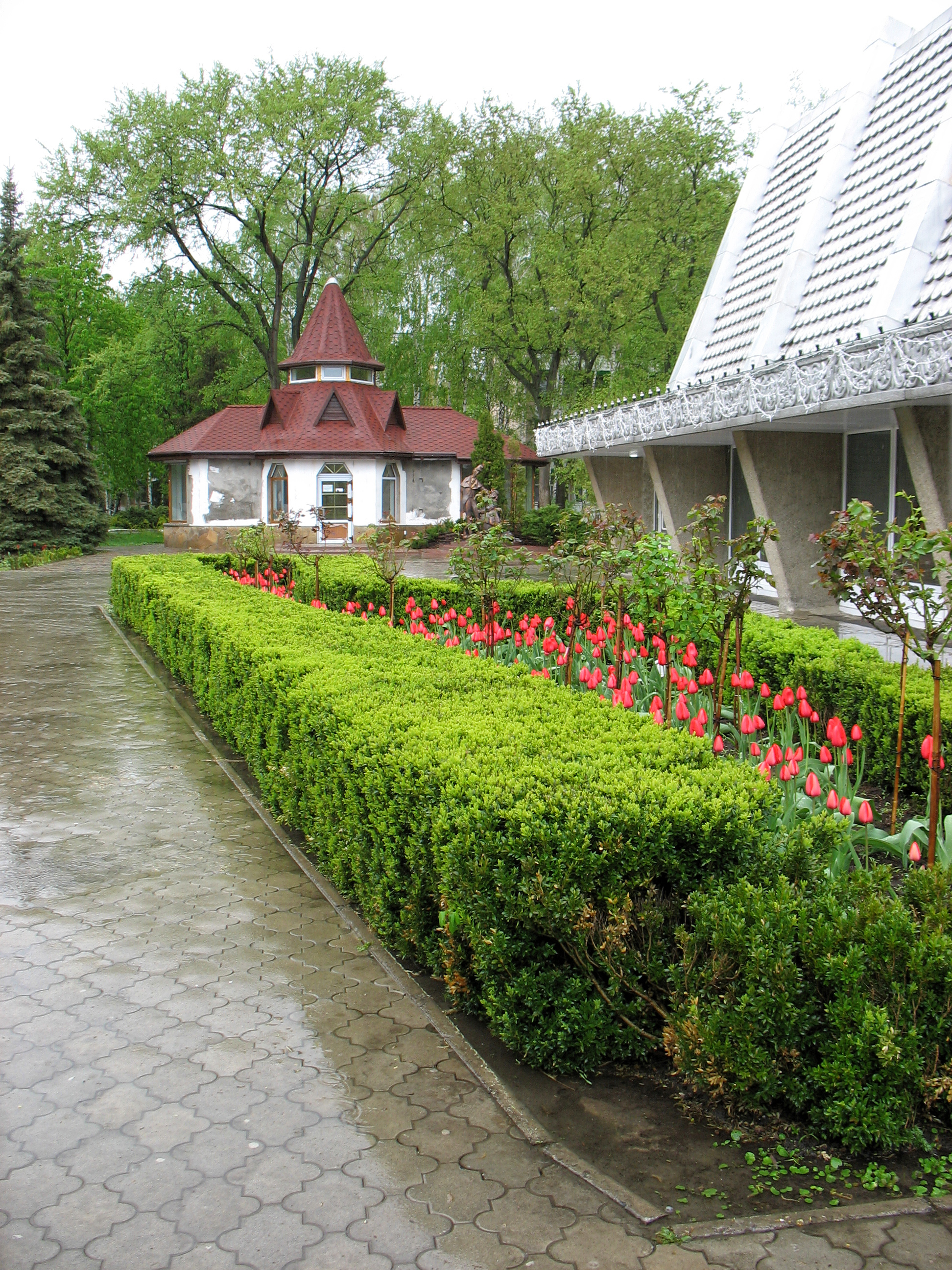
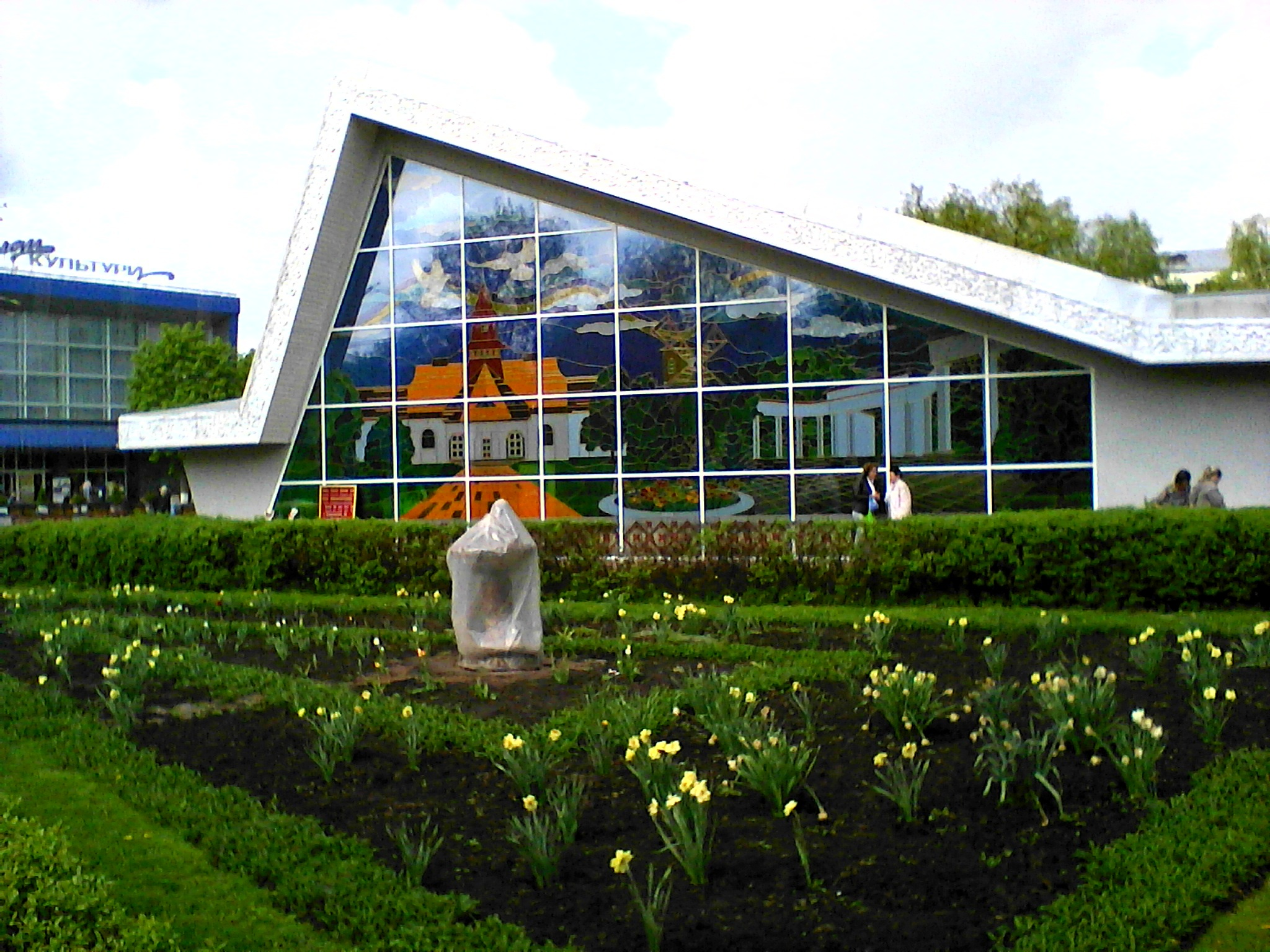
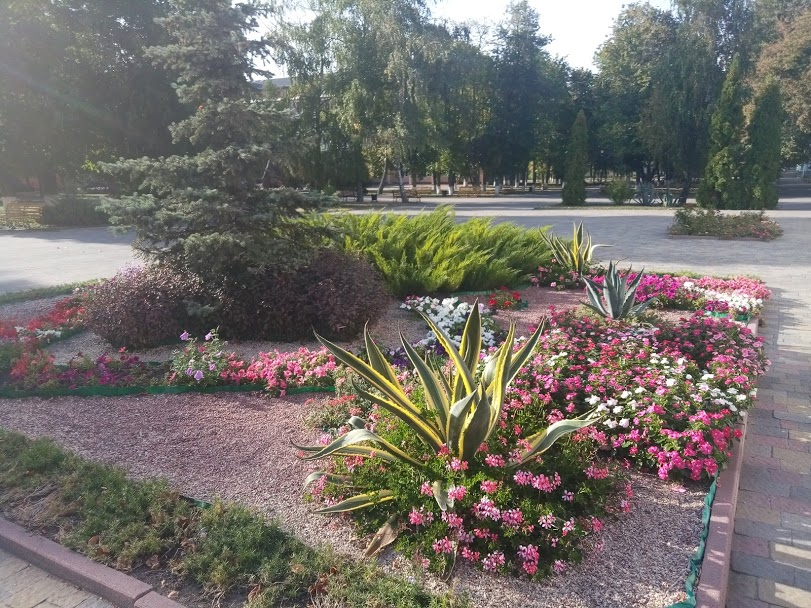
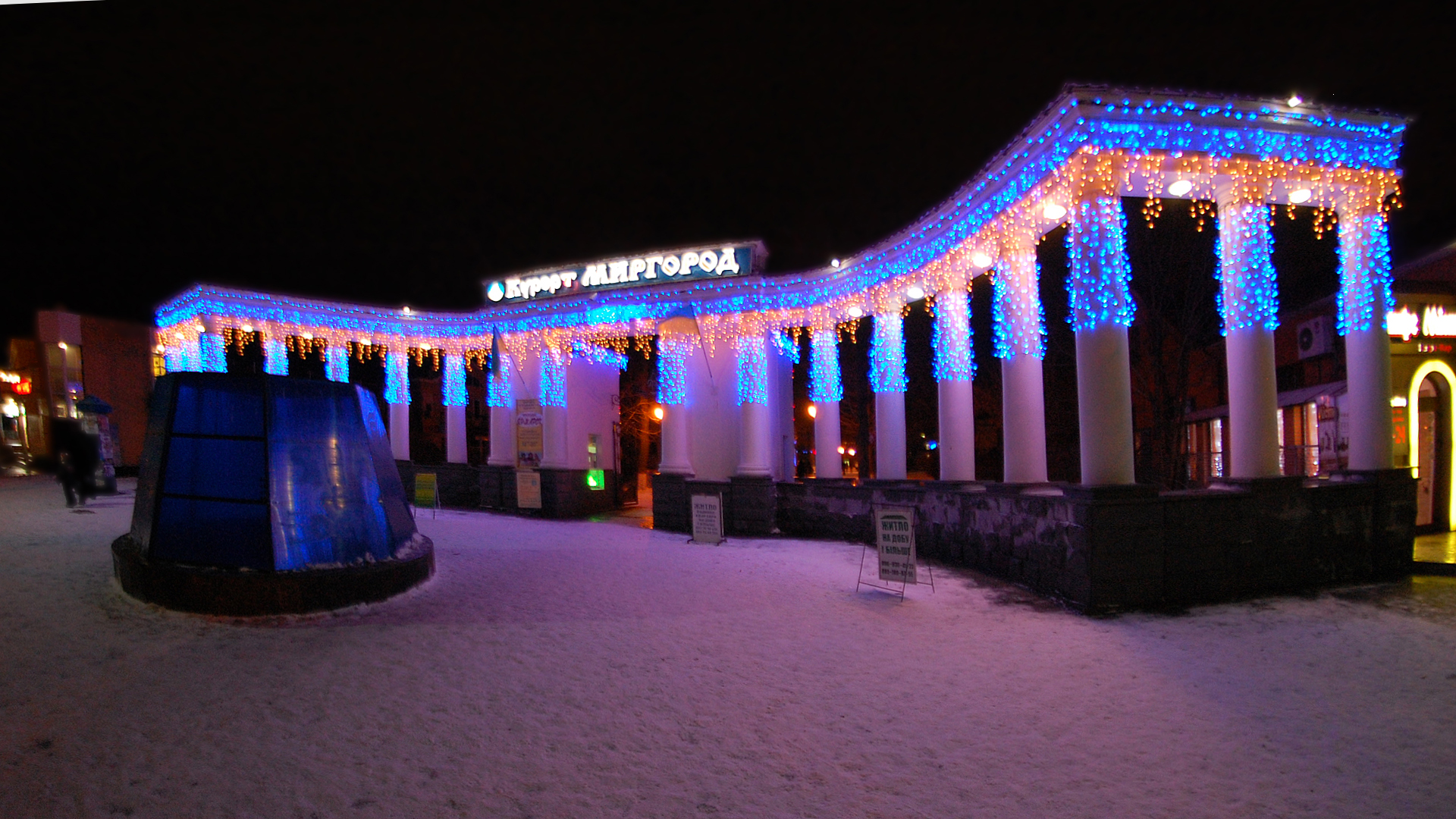
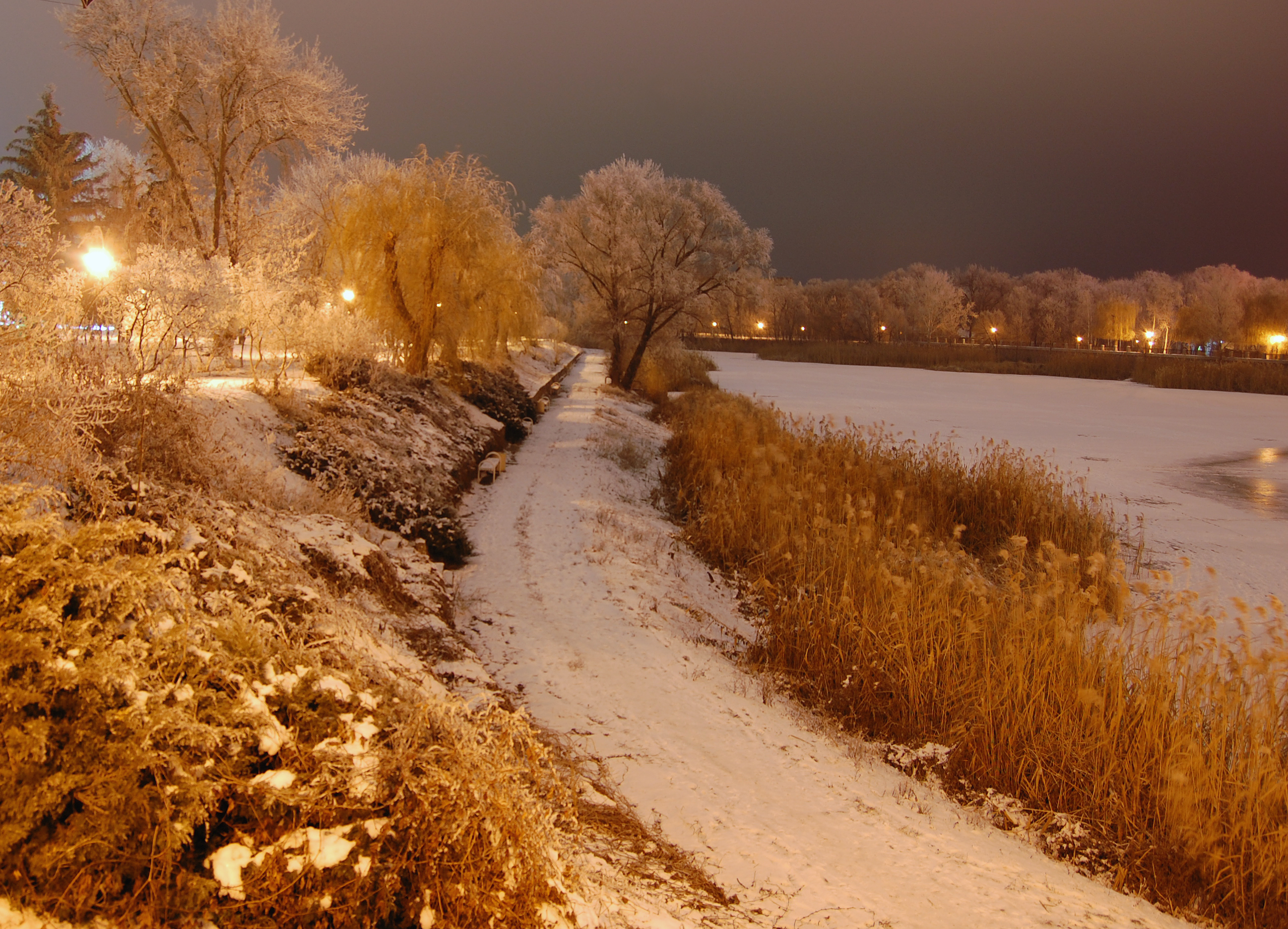